# Benny Safdie
Benny Safdie, född 24 februari 1986 i New York, är en amerikansk skådespelare, filmregissör och manusförfattare.
Safdie har bland annat medverkat i TV-serien Obi-Wan Kenobi från 2022. Han har även medverkat i filmerna Licorice Pizza från 2021, Are You There God? It's Me, Margaret och Oppenheimer från 2023.
Tillsammans med brodern Josh Safdie har han bland annat regisserat filmerna Uncut Gems  från 2019 och Good Time från 2017. 

## Filmografi (i urval)
- 2017: Good Time
- 2019: Uncut Gems
- 2021: Licorice Pizza
- 2022: Obi-Wan Kenobi
- 2023: Oppenheimer
- 2023: Are You There God? It's Me, Margaret.
- 2023 – The Curse (TV-serie)
- 2025 – Happy Gilmore 2
- 2026 – The Odyssey